# Província d'Ağrı
La província d'Ağrı (armeni: Արարատի) és una província de la part oriental de Turquia, a la frontera amb Iran. La superfície és d'11.376 km² i la població (2006) de 571.243 habitants. La capital és Ağrı. La població el 1889 era de 47.236 habitants dels quals 8.367 eren armenis i la resta quasi tots kurds; el 1945 la població era de 133.504 habitants i ja no quedaven armenis; els kurds eren 78.987 i la resta turcs.
Fou part del sandjak de Doğubayazıt en temps de l'Imperi Otomà. El seu nom deriva de la muntanya Ağri Dagh (el Mont Ararat). Establert com a il o wilayat sota la república fou dividit en sis kada':
- Karaköse (moderna Agri), capital
- Diyadin
- Dogubayazit (antiga Bayazid), que era l'antiga capital del sandjak
- Eleskert (abans Aleskird o Alasgird)
- Patnos (abans Antab)
- Tutak

## Districtes
Actualment la província està dividida en vuit districtes:
- Ağrı
- Diyadin
- Doğubayazıt
- Eleşkirt
- Hamur
- Patnos
- Taslicay
- Tutak

De la superfície total de la província, el 46% és terreny muntanyós, el 29% són planes, i el 18% és altiplà. Hi ha diverses muntanyes de més de tres mil metres a part del Mont Ararat. incloent l'Aladağlar i el Tendürek. Hi corren alguns afluents del Murat Su. Les temperatures, sobretot a l'hivern, són molt baixes.
Va constituir la República de l'Ararat proclamada pels kurds el 1927, i que no fou controlada per les tropes turques fins al 1930. El 2007 s'hi va produir un terratrèmol.